# Menschenfett

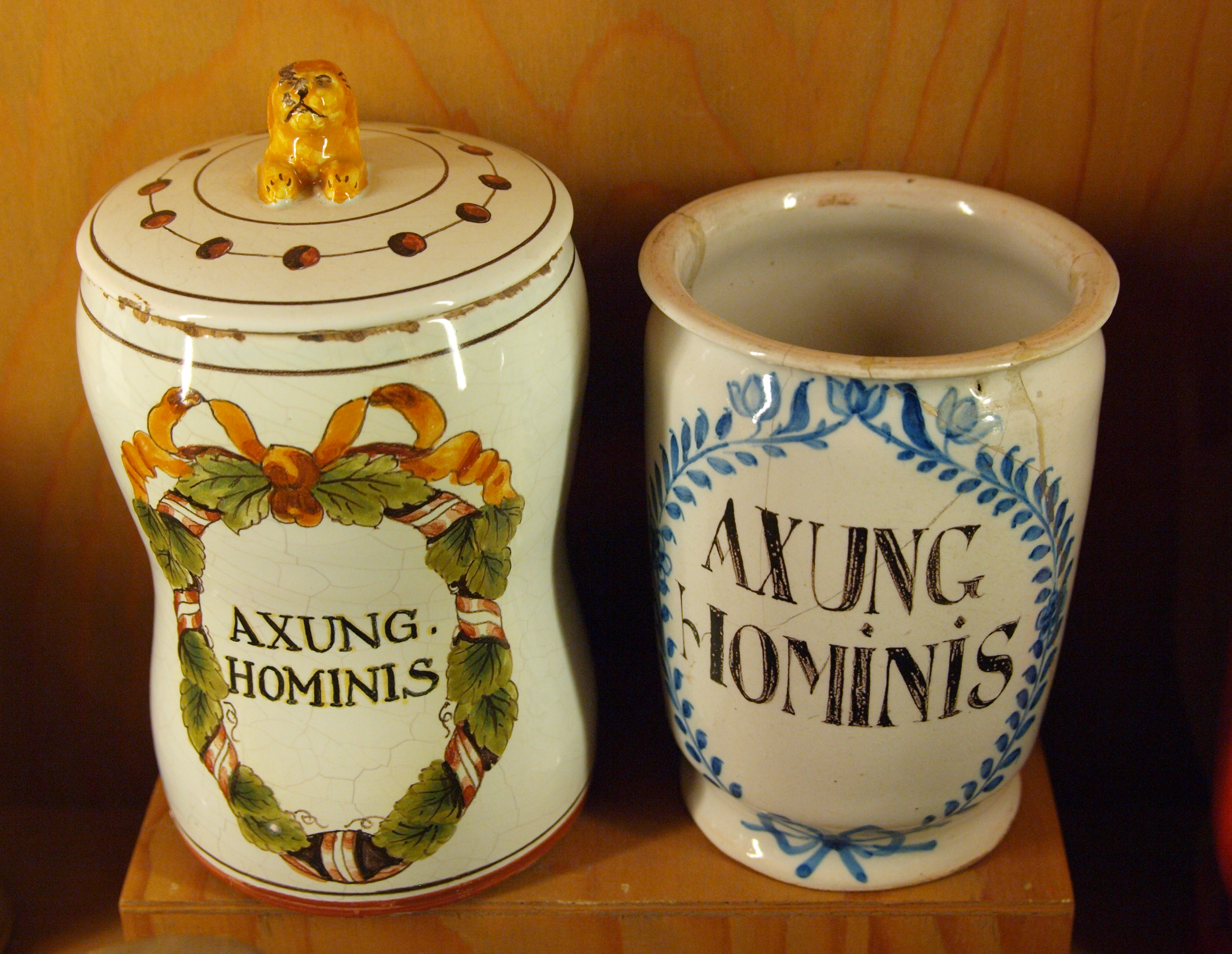
Zwei Apothekengefäße mit Beschriftung „AXUNG[IA] HOMINIS“ für Menschenschmalz

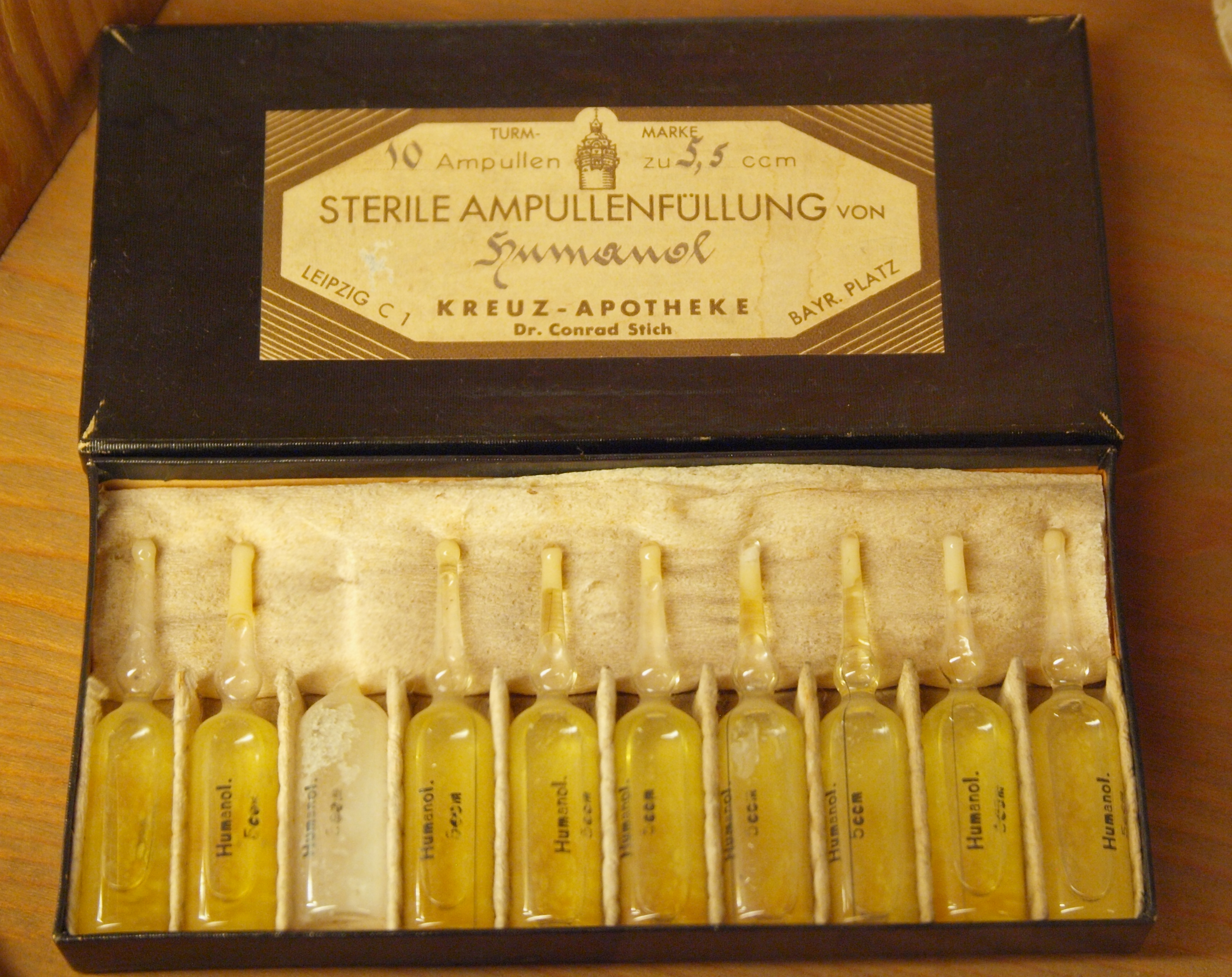
Humanol Steril der Kreuz-Apotheke Leipzig, vermutlich frühes 20. Jh.

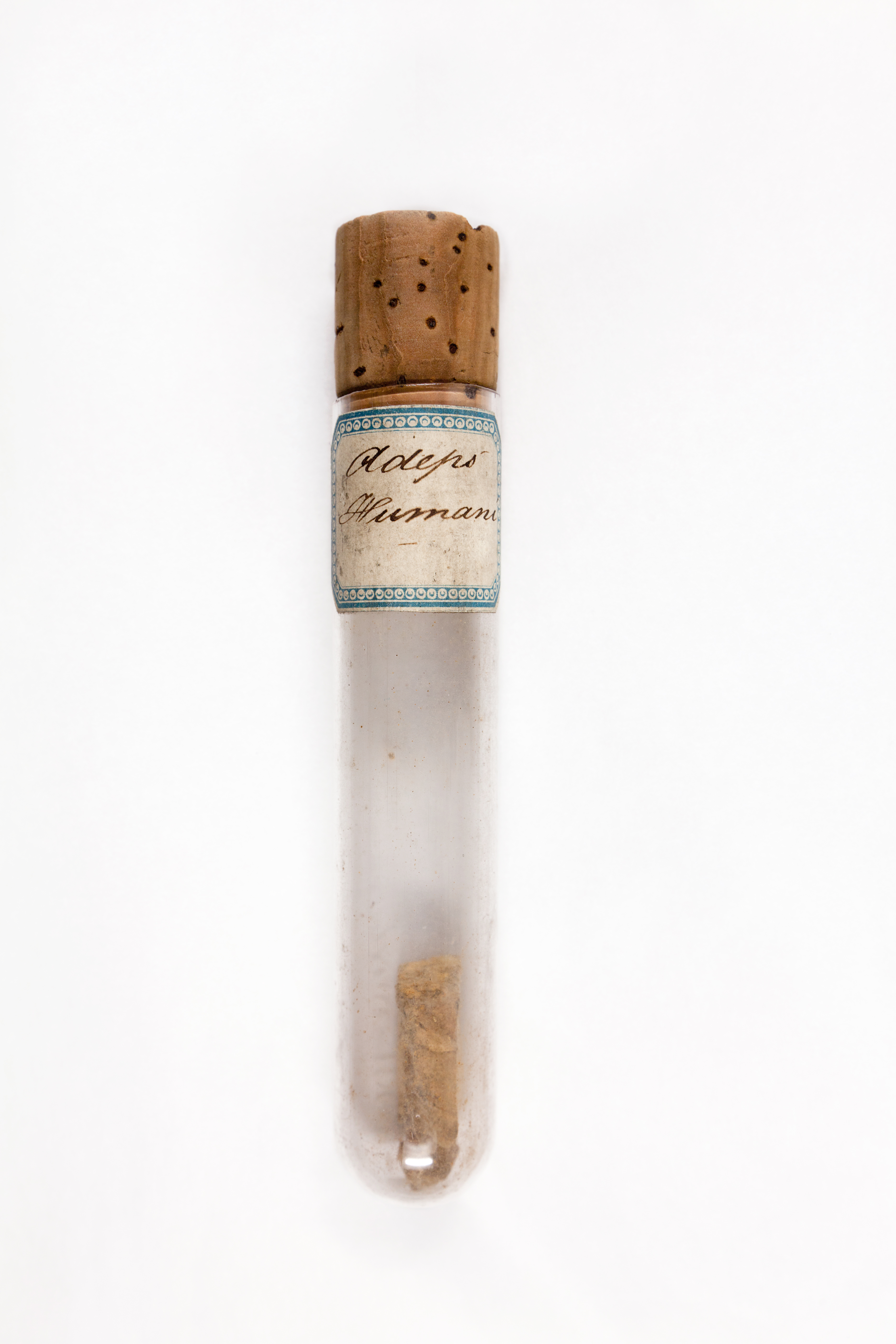
Reagenzglas mit Inhalt und Aufschrift „Adeps Humani“

Menschenfett, auch als Humanfett bezeichnet, auch als Bezeichnung für Menschenschmalz, ist ein in historischen Arzneibüchern seit dem 16. Jahrhundert erwähnter, wichtiger Bestandteil als hochwertig erachteter Salben und anderer fetthaltiger Arzneiformen. In den alten Rezepturen wird das menschliche Fett lateinisch als (naturbelassenes) Pinguedo hominis oder (ausgelassen als Schmalz) als Axungia hominis bezeichnet, wo es neben anderen tierischen Fetten von Bären (Axung. ursi), Vipern (Axung. viperarum), Bibern (Axung. castoris), Katzen (Axung. Cati sylvestris), Geiern und Murmeltieren sowie vielen anderen aufgeführt wird. Johann Agricola (1496–1570) beschreibt die Gewinnung von Menschenfett und seine Anwendungsgebiete.

## Verwendung in der frühen Neuzeit
Mit heilmagischer Bedeutung wurde es als sogenanntes „Armsünderfett“, „Armesünderfett“ oder „Armsünderschmalz“ in der Volksmedizin bis in das 19. Jahrhundert von Scharfrichtern aus den Körpern von Hingerichteten hergestellt und verkauft. Wie vielen anderen Teilen von Hingerichteten wurde auch ihrem Fett eine besondere Wirkkraft zugesprochen, was sich aus einem heidnischen Opferglauben heraus entwickelte. Für die Henker war der Verkauf von Menschenfett eine wichtige Einnahmequelle. Armsünderfett wurde zur Herstellung von verschiedenen Salben gegen Knochenschmerzen, Zahnschmerzen und Gicht verwendet. Es galt auch als Allheilmittel insbesondere bei Erkrankungen, die mit einer Kachexie verbunden waren (beispielsweise Tuberkulose). Auch eine schmerzlindernde Wirkung bei Rheuma und Arthritis wurde dem Menschenfett zugesprochen.
Der Scharfrichter von Hall in Tirol, Sebastian Waldl, ersuchte die Tiroler Regierung ganz offiziell, bei Hingerichteten das „Armesünderfett nehmen zu dürfen“, was mit Schreiben vom 10. Oktober 1705 als unbedenklich angesehen wurde.
Zwischen der Innsbrucker Universität und dem Haller Scharfrichter kam es wegen der Leichen von Hingerichteten zu Differenzen. Während der Scharfrichter der Ansicht war, die Leichen und alle daraus gewonnenen Vorteile würden ihm gehören, war die Universität der Ansicht, diese hätten für ihn keinen Zweck und müssten der Universität kostenlos zur Verfügung stehen. 1715 wurde von der Tiroler Regierung dann der Anspruch des Scharfrichters auf die Leiche anerkannt; wenn er darauf verzichte und den Körper der Anatomie der Universität übergebe, würde ihm das Menschenfett und was er weiters pro publico Nutzbares hievon verwenden könnte, entzogen und solle daher entsprechend für die Überlassung entlohnt werden. Aufgrund einer Beschwerde aus dem Jahr 1737 durch den Haller Scharfrichter, weil er für eine Leiche von der Anatomie nur vier Gulden anstelle von acht Gulden inklusive des Transports erhalten habe, kann auch der Wert einer Leiche festgestellt werden, wobei 1738 hierzu eine endgültige Regelung getroffen wurde, so dass der Haller Scharfrichter für eine Leiche sechs Gulden erhielt, wenn diese aus dem Hochgericht in der Nähe von Innsbruck stammte und sonst acht Gulden.

## Verwendung im 19. und 20. Jahrhundert
Seit dem späten 19. Jahrhundert wurde Menschenfett unter dem Handelsnamen Humanol („ausgelassenes Menschenfett“) in steriler, verflüssigter Zubereitung für Injektionszwecke angeboten und 1909 in die chirurgische Therapie bei Narbenbehandlung, Wundrevisionen und Wunddesinfektionen eingeführt. Geringe Heilungserfolge und das Auftreten von Fettembolien ließ die Anwendung in den 1920er Jahren wieder aus der Mode kommen. Zur äußeren Anwendung enthielten vorgebliche Faltencremes verschiedener Hersteller (Placentubex C und Placenta-Serol von Merz Pharma) noch bis in die 1980er Jahre menschliches Fett aus Plazenten, das neben dem vorgeblich gut in die menschliche Haut eindringenden Fettbestandteil des Mutterkuchens auch Hormone und Vitamine enthalten solle. Die embryonale Herkunft sollte einen verjüngenden Effekt evozieren. Mit der Verwendung dieser „natürlichen“ Substanzen wurde offen geworben, was sich auch am Namen der Produkte nachvollziehen ließ. Die Placenten wurden von Hebammen und geburtshilflichen Abteilungen für industrielle Zwecke gesammelt. Die Verwendung menschlicher Placenten wurde nach der Entdeckung des HI-Virus in den 1980er-Jahren zugunsten tierischer Produkte beendet, obwohl aufgrund des Verarbeitungsprozesses zu keiner Zeit eine Infektionsgefährdung bestand, jedoch generell Produkte mit Inhaltsstoffen menschlichen Ursprungs nicht mehr positiv besetzt waren.
In Peru wurde 2009 eine als Pishtacos bezeichnete Bande bezichtigt, Menschenfett hergestellt und vertrieben zu haben; der Fall stellte sich als freie Erfindung der Ermittler heraus. Grundlage hierfür war die Quechua-Legende vom Pishtaku oder Nak'aq („Schlächter“), einem weißen Mörder, der den ermordeten Indigenen das Fett aussaugt.

## Trivia
Aus dem Fett einer Fettabsaugung bei dem italienischen Politiker Silvio Berlusconi wurde angeblich Seife hergestellt und im Migros Museum für Gegenwartskunst ausgestellt.